# Strykowice (gromada)
Strykowice (alt. Strykowice Górne; od 1 I 1970 Zwoleń) – dawna gromada, czyli najmniejsza jednostka podziału terytorialnego Polskiej Rzeczypospolitej Ludowej w latach 1954–1972.
Gromady, z gromadzkimi radami narodowymi (GRN) jako organami władzy najniższego stopnia na wsi, funkcjonowały od reformy reorganizującej administrację wiejską przeprowadzonej jesienią 1954 do momentu ich zniesienia z dniem 1 stycznia 1973, tym samym wypierając organizację gminną w latach 1954–1972.
Gromadę Strykowice siedzibą GRN w Strykowicach (Górnych) utworzono – jako jedną z 8759 gromad na obszarze Polski – w powiecie kozienickim w woj. kieleckim, na mocy uchwały nr 13e/54 WRN w Kielcach z dnia 29 września 1954. W skład jednostki weszły obszary dotychczasowych gromad Strykowice Górne, Strykowice Błotne i Jedlanka ze zniesionej gminy Tczów w tymże powiecie.
1 października 1954 gromada weszła w skład nowo utworzonego powiatu zwoleńskiego w tymże województwie, gdzie ustalono dla niej 13 członków gromadzkiej rady narodowej.
31 grudnia 1961 do gromady Strykowice przyłączono wsie Andrzejówka, Paciorkowa Wola Nowa i Paciorkowa Wola Stara, kolonie Annów, Wojciechówka i Józefów oraz tereny byłego folwarku Paciorkowa Wola ze zniesionej gromady Paciorkowa Wola.
31 grudnia 1962 z gromady Strykowice wyłączono wieś Andrzejówka włączając ją do gromady Policzna w tymże powiecie.
Gromadę zniesiono 1 stycznia 1970 w związku z przeniesieniem siedziby GRN ze Strykowic Górnych do Zwolenia i zmianą nazwy jednostki na gromada Zwoleń.